# Spartiniphaga includens
Spartiniphaga includens là một loài bướm đêm trong họ Noctuidae.